# Christine Hallasgo
Christine Organiza Hallasgo (* 28. November 1992) ist eine philippinische Leichtathletin, die sich auf den Langstreckenlauf spezialisiert hat.

## Sportliche Laufbahn
Erste internationale Erfahrungen sammelte Christine Hallasgo im Jahr 2019, als sie bei den Südostasienspielen in Capas in 2:56:56 h die Goldmedaille im Marathonlauf gewann. 2022 gewann sie bei den Südostasienspielen in Hanoi in 2:56:07 h die Silbermedaille hinter der Indonesierin Odekta Elvina Naibaho und im Jahr darauf gewann sie bei den Südostasienspielen in Phnom Penh in 2:50:27 h die Bronzemedaille hinter Naibaho und der Vietnamesin Lê Thị Thuyết. Zudem belegte sie in 36:41,08 min den vierten Platz im 10.000-Meter-Lauf.
2021 wurde Hallasgo philippinische Meisterin im 10.000-Meter-Lauf.

## Persönliche Bestzeiten
- 10.000 Meter: 36:41,08 min, 12. Mai 2023 in Phnom Penh
- Marathon: 2:52:19 h, 5. März 2023 in Tokio